# Turkmenistan i olympiska sommarspelen 2012
Turkmenistan deltog i de olympiska sommarspelen 2012 som ägde rum i London i Storbritannien mellan den 27 juli och den 12 augusti 2012.

## Boxning
- Huvudartikel: Boxning vid olympiska sommarspelen 2012

Herrar
| Boxare               | Gren            | Sextondelsfinal      | Åttondelsfinal       | Kvartsfinal          | Semifinal            | Final                | Final            |
| Boxare               | Gren            | Motståndare Resultat | Motståndare Resultat | Motståndare Resultat | Motståndare Resultat | Motståndare Resultat | Placering        |
| -------------------- | --------------- | -------------------- | -------------------- | -------------------- | -------------------- | -------------------- | ---------------- |
| Serdar Hudaýberdiýev | Lätt weltervikt | Kumar (IND) L 7–13   | Gick inte vidare     | Gick inte vidare     | Gick inte vidare     | Gick inte vidare     | Gick inte vidare |
| Nursähet Pazzyýew    | Mellanvikt      | Kılıççı (TUR) L 7–14 | Gick inte vidare     | Gick inte vidare     | Gick inte vidare     | Gick inte vidare     | Gick inte vidare |

## Friidrott
- Huvudartikel: Friidrott vid olympiska sommarspelen 2012

Förkortningar
- Notera – Placeringar gäller endast den tävlandes eget heat
- Q = Kvalificerade sig till nästa omgång via placering
- q = Kvalificerade sig på tid eller, i fältgrenarna, på placering utan att ha nått kvalgränsen
- NR = Nationellt rekord
- N/A = Omgången inte möjlig i grenen
- Bye = Idrottaren behövde inte delta i omgången

Herrar
Fältgrenar
| Idrottare       | Gren          | Kval  | Kval      | Final            | Final            |
| Idrottare       | Gren          | Längd | Placering | Längd            | Placering        |
| --------------- | ------------- | ----- | --------- | ---------------- | ---------------- |
| Mergen Mämmedow | Släggkastning | 68.39 | 35        | Gick inte vidare | Gick inte vidare |

Damer
Bana och väg
| Idrottare      | Event | Heat     | Heat      | Kvartsfinal      | Kvartsfinal      | Semifinal        | Semifinal        | Final            | Final            |
| Idrottare      | Event | Resultat | Placering | Resultat         | Placering        | Resultat         | Placering        | Resultat         | Placering        |
| -------------- | ----- | -------- | --------- | ---------------- | ---------------- | ---------------- | ---------------- | ---------------- | ---------------- |
| Maýsa Rejepowa | 100 m | 12.80    | 4         | Gick inte vidare | Gick inte vidare | Gick inte vidare | Gick inte vidare | Gick inte vidare | Gick inte vidare |

## Judo
Damer
| Idrottare         | Gren                     | Sextondelsfinal            | Åttondelsfinal       | Kvartsfinal          | Semifinal            | Återkval             | Bronsmatch           | Final                | Final            |
| Idrottare         | Gren                     | Motståndare Resultat       | Motståndare Resultat | Motståndare Resultat | Motståndare Resultat | Motståndare Resultat | Motståndare Resultat | Motståndare Resultat | Placering        |
| ----------------- | ------------------------ | -------------------------- | -------------------- | -------------------- | -------------------- | -------------------- | -------------------- | -------------------- | ---------------- |
| Gulnar Hayytbaeva | Halv mellanvikt (-63 kg) | Yusubova (AZE) L 0000–0111 | Gick inte vidare     | Gick inte vidare     | Gick inte vidare     | Gick inte vidare     | Gick inte vidare     | Gick inte vidare     | Gick inte vidare |